# Dumb Woman's Lane

Letrero de la calle Dumb Woman's Lane.

Dumb Woman's Lane es una calle ubicada en la parroquia civil de Udimore, cerca de Winchelsea en Sussex Oriental, Inglaterra. La calle ha alcanzado un nivel de notoriedad debido a su nombre inusual, que puede traducirse en español como «Carril de la mujer tonta». Si bien la etimología aún no está confirmada, las fuentes la atribuyen a una mujer muda (la palabra dumb alguna vez significó simplemente «mudo/a») que residía en la calle o cerca de ella, probablemente en el siglo XVIII. La calle también es conocida como la residencia del comediante Spike Milligan desde 1988 hasta su muerte en 2002.

## Descripción
Dumb Woman's Lane proporciona acceso entre la B2089 Udimore Road, que va desde Rye, y la ciudad de Winchelsea, a través de un cruce con Winchelsea Lane y Float Lane. Es una autopista de un solo carril, la carretera es estrecha y tiene una curva cerrada. Hay menos de diez residencias ubicadas a lo largo de él.

## Historia

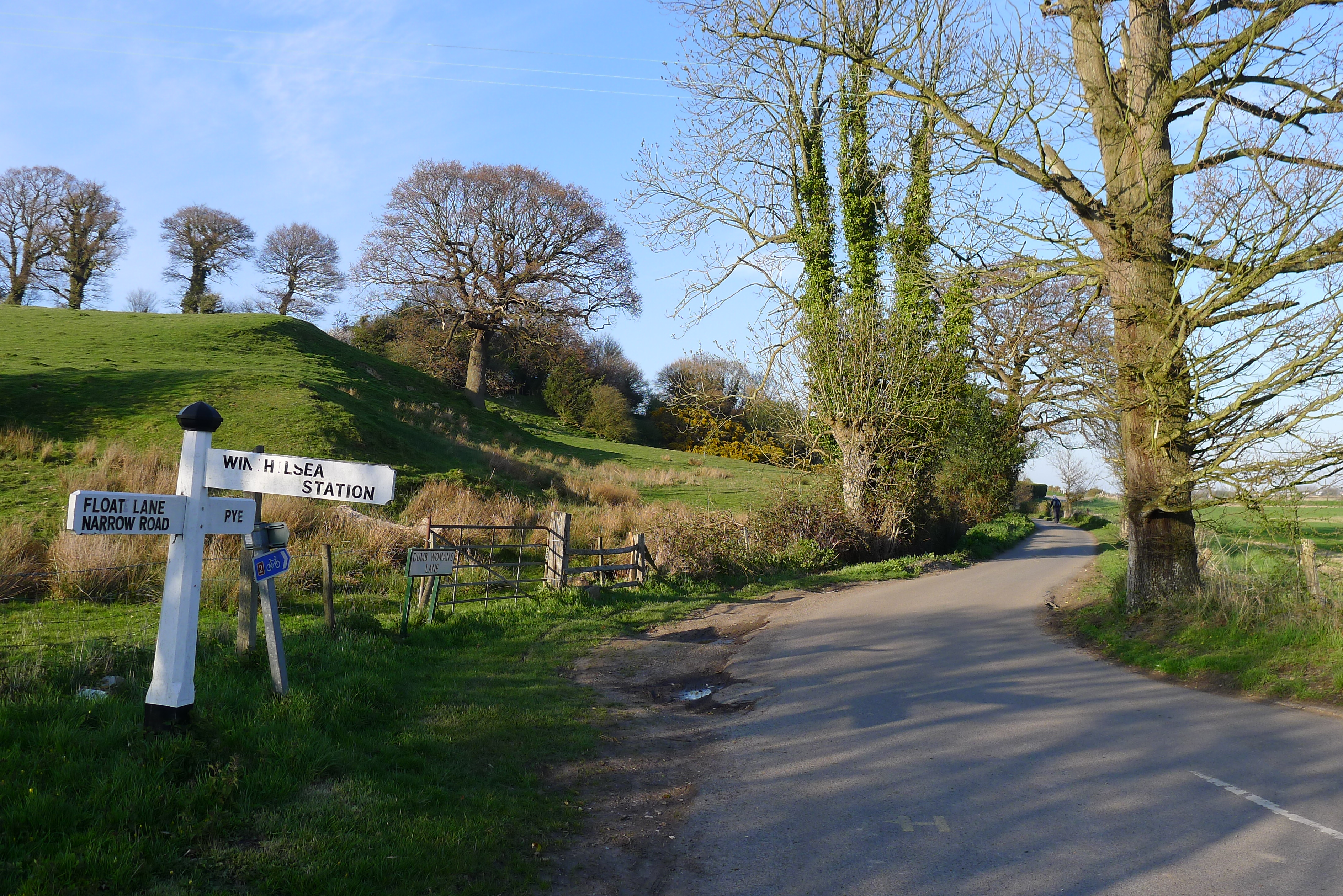
Dumb Woman's Lane y señales que dirigen a Rye y Winchelsea.

La historia y la etimología de la calle no están confirmadas. Fuentes de la calle describen dos teorías. La primera es que la fuente del nombre es una mujer muda que vendía medicinas tradicionales y que alguna vez vivió en la calle. La segunda es que el carril lleva el nombre de una mujer que fue testigo de las actividades de las bandas de contrabandistas en la zona y a la que le quitaron la lengua para evitar que informara a las autoridades.
El autor Alex Preston escribió sobre el contrabando del siglo XVIII en la zona en su novela de ficción histórica de 2022 Winchelsea. En el epílogo de la novela, cubre la verdadera historia del contrabando en la región. Según Preston, el carril lleva el nombre de la esposa de un tabernero local a quien le cortaron la lengua por informar sobre las actividades de la banda de contrabando de Hawkhurst en la década de 1740.
El comediante irlandés Spike Milligan vivió en una casa en la calle desde 1988 hasta su muerte en 2002. Milligan conocía al cantante Paul McCartney quien, sabiendo que vivía allí, escribió un poema sobre Dumb Woman's Lane que recitó durante una visita. Tras su muerte, Milligan fue enterrado en la cercana iglesia de St Thomas.
Dumb Woman's Lane ha alcanzado un nivel de notoriedad debido a su controvertido nombre, que, según se informa, afecta los precios de la vivienda. El carril es muy visitado para que la gente se fotografíe junto a las señales, que en ocasiones también son robadas.